# انجمن آمریکایی تاریخ محیط زیست
انجمن تاریخ محیط زیست آمریکا (ASEH) یک نهاد حرفه‌ای در حوزهٔ تخصصی تاریخ زیست‌محیطی است. این انجمن در سال ۱۹۷۷ میلادی تأسیس شد و مأموریت آن افزایش درک عمومی از مسائل محیط زیستی معاصر از طریق بررسی و تحلیل ریشه‌های تاریخی آن‌هاست.
این مرکز با ترویج فعالیت‌های پژوهشی و آموزشی در حوزه تاریخ محیط زیست، از نیازهای حرفه‌ای اعضای خود پشتیبانی کرده و تلاش می‌کند تا فعالیت‌های آنان را با جامعه‌های بزرگ‌تر و متنوع‌تری پیوند دهد.
اهداف اصلی این سازمان عبارت‌اند از:
- گسترش فهم تاریخی از تعامل انسان با جهان طبیعی
- ایجاد و تقویت گفت‌وگو میان رشته‌ای و نیز ارتباط با افکار عمومی

## فعالیت‌ها
انجمن تاریخ محیط زیست آمریکا با همکاری انجمن تاریخ جنگل‌ها و از طریق انتشارات دانشگاه آکسفورد، نشریه‌ای تخصصی و علمی با عنوان «تاریخ محیط زیست» را به‌صورت فصل‌نامه منتشر می‌کند. همچنین این انجمن، خبرنامه‌ای فصلی به نام اخبار انجمن را نیز منتشر می‌نماید.
این انجمن عضو نهادها و ائتلاف‌های علمی و تاریخی مهمی از جمله موارد زیر است:
- ائتلاف ملی تاریخ
- شورای آمریکایی انجمن‌های علمی
- کنسرسیوم بین‌المللی سازمان‌های تاریخ محیط زیست

علاوه بر این، انجمن تاریخ محبط زیست آمریکا با چندین نهاد دولتی ایالات متحده همکاری رسمی دارد که از جمله می‌توان به موارد زیر اشاره کرد:
- سازمان خدمات ملی پارک‌ها
- سازمان خدمات جنگل ایالات متحده
- سازمان خدمات ماهی و حیات وحش ایالات متحده

در همکاری با این نهادها، انجمن ASEH کارگاه‌ها و برنامه‌های آموزشی تخصصی در حوزه‌های گوناگون برگزار می‌کند، از جمله:
- سم‌شناسی و سلامت عمومی
- عدالت محیط زیستی
- تاریخ آتش‌سوزی‌های طبیعی
- تاریخ شهری
- مطالعات مرتبط با پارک‌های ملی

انجمن تاریخ محیط زیست از چندین بورسیه تحصیلی و سایر فرصت‌های مالی حمایت مالی می‌کند. این بورسیه مختص دانشجویان دکتری یا پژوهشگران پسادکتری است و به آن‌ها امکان می‌دهد تا به‌مدت یک ماه اقامت پژوهشی در کتابخانه نیوبری واقع در شهر شیکاگو داشته باشند. در طول این مدت، پژوهشگران می‌توانند از منابع غنی و منحصر به‌فرد این کتابخانه برای انجام تحقیقات تاریخی خود بهره‌مند شوند. بورسیه تحقیقاتی ساموئل پی. هیز، این بورسیه با هدف پشتیبانی از هزینه‌های سفر پژوهشگران به آرشیوها و مراکز نگهداری نسخ خطی اعطا می‌شود. پژوهشگران می‌توانند از این کمک هزینه برای انجام تحقیقات میدانی یا بررسی منابع اولیه استفاده کنند.
بورسیه پایان‌نامه هال راثمن این بورسیه ویژه دانشجویان دکتری است و از آن‌ها در پژوهش‌های آرشیوی و سفرهای تحقیقاتی مرتبط با پایان‌نامه دکتری حمایت می‌کند. هدف این بورسیه، کمک به تسهیل دسترسی به منابع اولیه و اسناد تاریخی در مراکز مختلف تحقیقاتی است.

## جوایز
انجمن آمریکایی تاریخ محیط زیست هشت جایزه برای پژوهش‌های برجستهو دستاوردهای حرفه‌ای ممتاز در حوزه تاریخ محیط زیست اعطا می‌کند. این جوایز در قالب دو گروه کلی دسته‌بندی می‌شوند: جوایز سالانه علمی و جوایز دوسالانه خدمات و افتخارات حرفه‌ای. جوایز سالانه برای پژوهش‌های علمی برجسته هر سال چهار جایزه علمی توسط این انجمن به آثار برتر در حوزه تاریخ محیط زیست اهدا می‌شود:
1. جایزه جورج پرکینز مارش
2. برای بهترین کتاب منتشرشده در حوزه تاریخ محیط زیست در طول سال.
3. جایزه لئوپولد–هیدی

برای بهترین مقاله منتشرشده در نشریه
1. جایزه آلیس همیلتون
2. برای بهترین مقاله علمی منتشرشده در نشریات که در حوزه تاریخ محیط زیست باشد.
3. جایزه ریچل کارسون
4. برای برترین پایان‌نامه دکتری در زمینه تاریخ محیط زیست.

▪ جوایز دوسالانه برای خدمات و دستاوردهای حرفه‌ای:
هر دو سال یک‌بار، انجمن ASEH چهار جایزه افتخاری برای تقدیر از خدمات برجسته و تأثیرگذاری حرفه‌ای اعطا می‌کند:
1. جایزه پژوهشگر برجسته
2. برای بزرگداشت فعالیت‌های پژوهشی درخشان و ماندگار.
3. جایزه خدمات برجسته
4. برای افرادی که خدمات ارزشمندی به انجمن یا جامعه علمی ارائه کرده‌اند.
5. جایزه پروژه عمومی برتر
6. برای پروژه‌هایی که به‌صورت مؤثر با افکار عمومی در زمینه تاریخ محیط زیست ارتباط برقرار کرده‌اند.
7. جایزه دستاورد حرفه‌ای در تاریخ محیط زیست عمومی
8. برای بزرگداشت کارنامه حرفه‌ای افرادی که در حوزه تاریخ محیط زیست عمومی، نقش مؤثری ایفا کرده‌اند.[۳]

## رئیسان
- جان اوپی، ۱۹۷۷–۱۹۷۹
- ویلبر ال. جیکوبز، ۱۹۷۹–۱۹۸۰
- دونالد ورستر، ۱۹۸۰–۱۹۸۲
- مورگان شروود، ۱۹۸۲–۱۹۸۵
- Clayton R. Koppes، ۱۹۸۵–۱۹۸۷
- جان اف. ریچاردز، ۱۹۸۷–۱۹۸۹
- ویلیام کرونون، ۱۹۸۹–۱۹۹۳
- مارتین ملوسی، ۱۹۹۳–۱۹۹۵
- سوزان فلدر، ۱۹۹۵–۱۹۹۷
- دونالد پیسانی، ۱۹۹۷–۱۹۹۹
- جفری کی. استاین، ۱۹۹۹–۲۰۰۱
- کارولین مرچنت، ۲۰۰۱–۲۰۰۳
- داگلاس واینر، ۲۰۰۳–۲۰۰۵
- استیون پاین، ۲۰۰۵–۲۰۰۷
- نانسی لنگستون، ۲۰۰۷–۲۰۰۹
- هریت ریتوو، ۲۰۰۹–۲۰۱۱
- جان مک‌نیل، ۲۰۱۱–۲۰۱۳
- گرگ میتمن، ۲۰۱۳–۲۰۱۵
- کاتلین برازنان، ۲۰۱۵–۲۰۱۷
- گریم وین، ۲۰۱۷–۲۰۱۹
- ادموند راسل، ۲۰۱۹–۲۰۲۱
- سارا الکایند، ۲۰۲۱–۲۰۲۳
- نانسی جی. جیکوبز، ۲۰۲۳–۲۰۲۵